# كأس صربيا 2010–11
كأس صربيا 2010–11 (بالصربية: Куп Србије у фудбалу 2010/11.)‏ هو موسم من كأس صربيا. فاز فيه نادي بارتيزان.